# Major League Baseball 1879
1879 års säsong av Major League Baseball (MLB) var den fjärde i MLB:s historia. MLB bestod under denna säsong av National League (NL), som bestod av åtta klubbar. Mästare blev Providence Grays, som därmed tog sin första ligatitel.

## Tabell
| Klubb                   | M  | V  | F  | O | V%    | GB   | PF  | PM  |
| ----------------------- | -- | -- | -- | - | ----- | ---- | --- | --- |
| Providence Grays        | 85 | 59 | 25 | 1 | 0,702 | –    | 612 | 355 |
| Boston Red Caps         | 84 | 54 | 30 | 0 | 0,643 | 5    | 562 | 348 |
| Buffalo Bisons          | 79 | 46 | 32 | 1 | 0,590 | 10   | 389 | 365 |
| Chicago White Stockings | 83 | 46 | 33 | 4 | 0,582 | 10,5 | 437 | 411 |
| Cincinnati Reds         | 81 | 43 | 37 | 1 | 0,538 | 14   | 485 | 464 |
| Cleveland Blues         | 82 | 27 | 55 | 0 | 0,329 | 31   | 322 | 461 |
| Syracuse Stars          | 71 | 22 | 48 | 1 | 0,314 | 30   | 276 | 457 |
| Troy Trojans            | 77 | 19 | 56 | 2 | 0,253 | 35,5 | 321 | 543 |

Not: Före 1883 avgjordes klubbarnas placeringar i National League av antalet vinster, inte av vinstprocenten.

## Statistik

### Slagmän

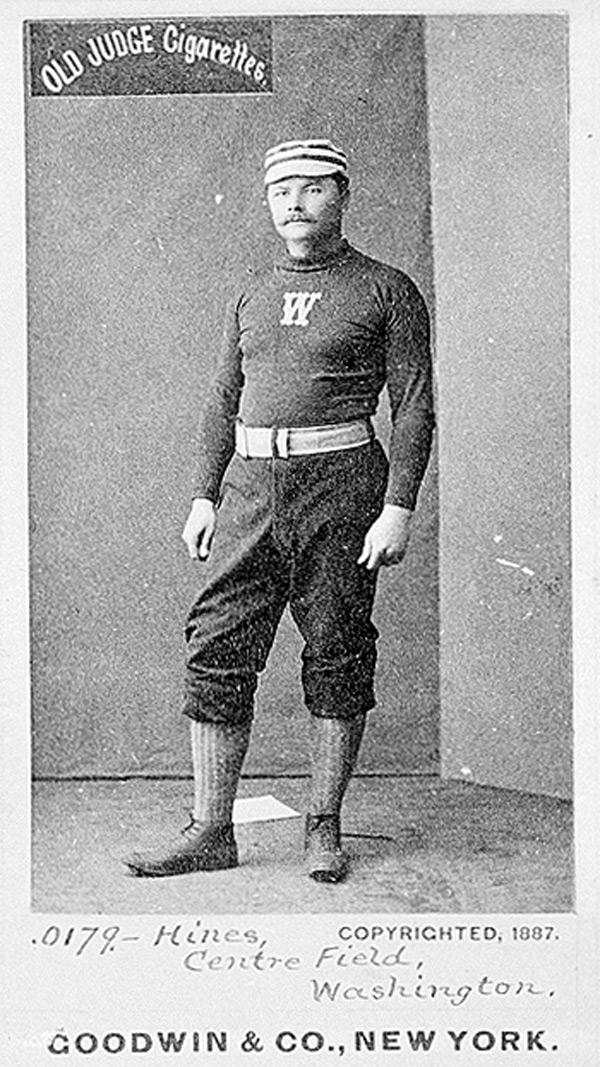
Paul Hines.

Källa: 
| Kategori | Slagman                       | Klubb | Värde |
| -------- | ----------------------------- | ----- | ----- |
| AVG      | Paul Hines                    | PRO   | 0,357 |
| HR       | Charley Jones                 | BOS   | 9     |
| RBI      | Charley Jones · John O'Rourke | BOS   | 62    |
| R        | Charley Jones                 | BOS   | 85    |
| H        | Paul Hines                    | PRO   | 146   |
| OBP      | Jim O'Rourke                  | PRO   | 0,371 |
| SLG      | John O'Rourke                 | BOS   | 0,521 |

### Pitchers

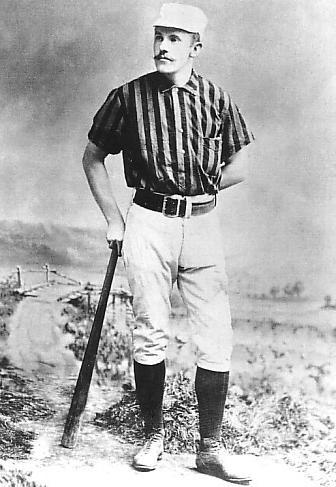
John Montgomery Ward.

Källa: 
| Kategori | Pitcher                              | Klubb | Värde |
| -------- | ------------------------------------ | ----- | ----- |
| W        | John Montgomery Ward                 | PRO   | 47    |
| ERA      | Tommy Bond                           | BOS   | 1,96  |
| SO       | John Montgomery Ward                 | PRO   | 239   |
| IP       | Will White                           | CIN   | 680,0 |
| CG       | Will White                           | CIN   | 75    |
| SHO      | Tommy Bond                           | BOS   | 11    |
| SV       | Bobby Mathews · John Montgomery Ward | PRO   | 1     |
| WHIP     | Tommy Bond                           | BOS   | 1,02  |